# Пограничный конфликт между Суданом и Южным Суданом
Пограничный конфликт между Суданом и Южным Суданом, вспыхнувший 26 марта 2012 года, обусловлен трудностями в установлении границы при провозглашении независимости Южного Судана, добившегося суверенитета в ходе длительной вооруженной борьбы против северян и вмешательства международного сообщества.

## Причины конфликта
В основе конфликта лежит давняя межэтническая рознь между арабоязычным исламским Севером и христианско-анимистическими племенами Юга. Конфликт усугубляется наличием значительных запасов углеводородов в спорных пограничных провинциях Абьей, Эль-Вахда и Южный Кордофан.

## Ход конфликта
Конфликт проходит в форме периодических нападений мобильных групп воюющих сторон на вражескую территорию без установления линии фронта. Судан несколько раз проводил воздушные бомбардировки южносуданских позиций. Нефтедобывающая инфраструктура региона в значительной мере разрушена, что усиливает экономическое неблагополучие обеих стран.
26 марта 2012 года произошли столкновения между армией Южного Судана и армией Судана. Представители армии Южного Судана заявили, что ВВС соседнего государства совершили авианалет на город Джау и другие спорные районы. В Судане подтвердили произошедший конфликт, но не уточнили кто спровоцировал его.
10 апреля 2012 года армия Южного Судана захватила город Хеглиг, в котором находится значительная часть нефтяной инфраструктуры Судана (месторождение Хеглиг, часть Большого Хеглига). Южный Судан объяснил захват города необходимостью предотвратить нападения со стороны Судана. В ответ Судан объявил всеобщую мобилизацию и пообещал сделать всё возможное, чтобы отбить город.

## Итоги конфликта
Глава Народных сил обороны Уганды (УПДФ) Аронда Някайрима заявил, что Уганда поддержит Южный Судан, если между ним и Суданом начнется война.
Парламент Судана принял 16 апреля 2012 г. заявление, в котором соседний Южный Судан был назван вражеским государством.
22 апреля 2012 г. Южный Судан завершил вывод своих войск из Хеглига и раскритиковал действия Судана, который не прекращал наносить удары по жилым кварталам всё то время, что южносуданские войска находились в городе. Президент Судана Омар аль-Башир 23 апреля 2012 г. заявил в городе Хеглиг: «Мы не собираемся говорить с правительством Южного Судана, поскольку они понимают только язык автоматов и патронов»..
Около 1,2 тысячи граждан Южного Судана погибли в результате военного конфликта с соседним Суданом из-за региона Хеглиг (заявление командующего южносуданской армией Камала Маруфа от 23 апреля 2012 г.).